# 큐슈여객철도 813계 전동차
큐슈여객철도 813계 전동차(일본어: JR九州813系電車)는 큐슈여객철도(JR큐슈)의 교류 근교형 전동차이다.

## 차량 설명
421계·423계나 715계 등 일본국유철도(국철)에서 승계한 근교형 전동차의 교체를 목적으로 1994년 3월부터 도입되었다.
큐슈 북부용 근교형 차량으로 811계 대신 증비했으며 811계와 병용하는 것을 전제로 하고 있지만, JR큐슈로는 최초의 VVVF 인버터 제어(도시바제 GTO 사이리스터 소자)가 채용된 것 외에 차량 디자인을 미토오카 에이지의 돈 디자인 연구소가 다루었기 때문에 외관·차내·탑재 기기와 함께 811계에서 큰 폭의 변경이 이루어졌다. 또한 장기간에 걸쳐 생산되었기에 생산 연도에 따라 세부별로 다르다.
등장 당초에는 2량 편성, 그 후의 증비 차량에서는 3량 편성으로 잠시 이 두종류의 편성이 혼재하고 있었다. 그 후 2003년까지 2량 편성에 중간차를 함께 편입해서 전 편성이 3량 편성으로 통일되었다.
811계, 815계, 817계와 상호 연결도 가능하여 유연한 운용을 짤 수 있는 것이 특징이며 장편성으로의 운행이 많은 가고시마 본선이나 닛포 본선에서는 811계와 일시적으로 장편성이 필요한 후쿠호쿠유타카 선(지쿠호 본선·사사구리 선), 나가사키 본선(아침의 히젠오우라·하이키행)에서는 817계와 각각 병결 운행되는 경우도 많다. 자세한 것은 후에 서술한다.
아래에 구조상의 특징을 나타낸다. 구분번대별로 다른 사양에 대해서는 "번대 구분"의 절에서 설명한다.

### 차체
차체는 비드 프레스처리 경량 스테인리스제로 측면 3곳에 양미닫이식 승객용 출입문이 설치되어 있다. 정차중에는 출입문 선택 개폐(도어컷)이 가능하다. 창문 배치는 811계와 마찬가지로 출입문 사이 3장이지만, 개폐 가능한 창(하강식)은 출입문 사이의 중앙에 있는 창문과 차량 단부 창문만으로 그 외에는 고정창으로 되어있다.
차체의 대부분은 무도장이지만, 811계와 달리 출입문은 실내, 외측 모두 적색(후쿠호쿠 유타카선용 차량은 100.200번이 외측:은색, 내측:적색, 500번대가 내외측 은색)으로 도장되어 있으며 돈 디자인 연구소가 디자인한 JR큐슈 차량의 공통적인 특징이지만, 차체 측면 로고 글자를 포함하여 차량 번호 표기는 1문자 씩 정사각형의 테두리로 둘러싸고 있는 스타일로 되어 있다. 전두부는 보통강재로 테두리와 관통막 및 디딤판은 측면 출입문과 같은 적색(후쿠호쿠 유타카선용 차량은 은색)으로 도장되어 있다. 전두부의 다른 부분은 흑색이다.
전면에는 관통문이 설치되어 있다. 비상용이기도 하지만 811계와 다르게 차량간의 연결시 관통하는 구조로 되어 있으며 관통막 및 관통구조, 디딤판 등을 탑재하고 있다. 마찬가지로 관통문을 차량간의 연결시 815계 및 817계와 연결할 때에는 각 편성간 관통이 가능하지만, 811계 편성과 연결할 때는 관통이 되지 않는다.

### 주요 기기

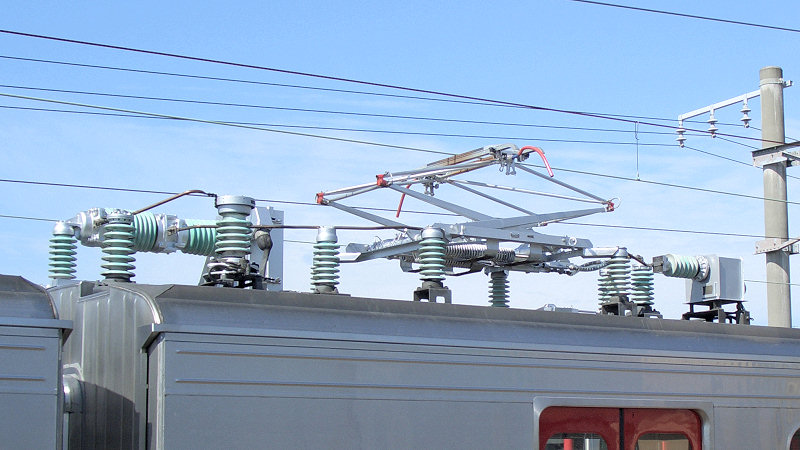
팬터그래프

가선으로부터의 교류 20kV를 주변압기로 강압한 후에 정류기로 직류를 공급하여 VVVF 인버터에서 교류 전원으로 변환한다. 그 교류 전원으로 주전동기(MT401K)를 구동한다.
M-TA 유닛을 채용하고 M카(쿠모하 813·모하 813형)에는 VVVF 인버터, TA차량에는 주변압기(TM404K)·주정류기·보조 전원 장치, 집전 장치가 탑재된다. 유닛 간에 부수차를 끼고 M-T-TA라는 조성도 가능하다.
주회로 제어 방식은 GTO 소자(1000·1100번대는 IGBT)에 의한 VVVF 인버터(PC400K)1기로 1기의 전동기를 제어하는 이른바 1C1M 구성 VVVF 제어이다. 인버터 장치는 도시바제이다.
주정류기(RS405K)는 사이리스터 위상제어 변환이다.
집전장치(PS400K)는 하부 교차형 팬터그래프이다. 쿠하 813형에 설치하고 있다(1000·1100번대는 제외한다. 후에 서술).
대차는 요댐퍼가 달린 경량 볼스터리스 대차의 DT401K(전동차), TR401K(제어차·부수차)가 채용되고 있다. 차륜 지름을 810mm로 줄이면서 바닥 높이는 811계보다 55mm 낮아졌다.
대차 테두리 끝의 처리(경사: 0.100번대/직각: 200번대 이후)이나 저널박스부의 뚜껑(유: 0·100·300·400번대/무: 200·1000번대)등 외관상에서 세부 차이가 보인다.
또한 1000번대에서는 보수의 향상과 경량화 때문에 대차가 기존의 Z링크식에서 200번대에서도 사용된 단일 링크식으로 변경되었으며 이에 따라 대차 형식도 DT403K(전동차)와 TR403K(부수차)로 변경되었다.
주전동기 출력은 150kW, 기어비는 6.50으로 1M2T편성의 기동 가속도는 2.0km/h/s, 최고 속도는 120km/h이다.

### 차내 설비

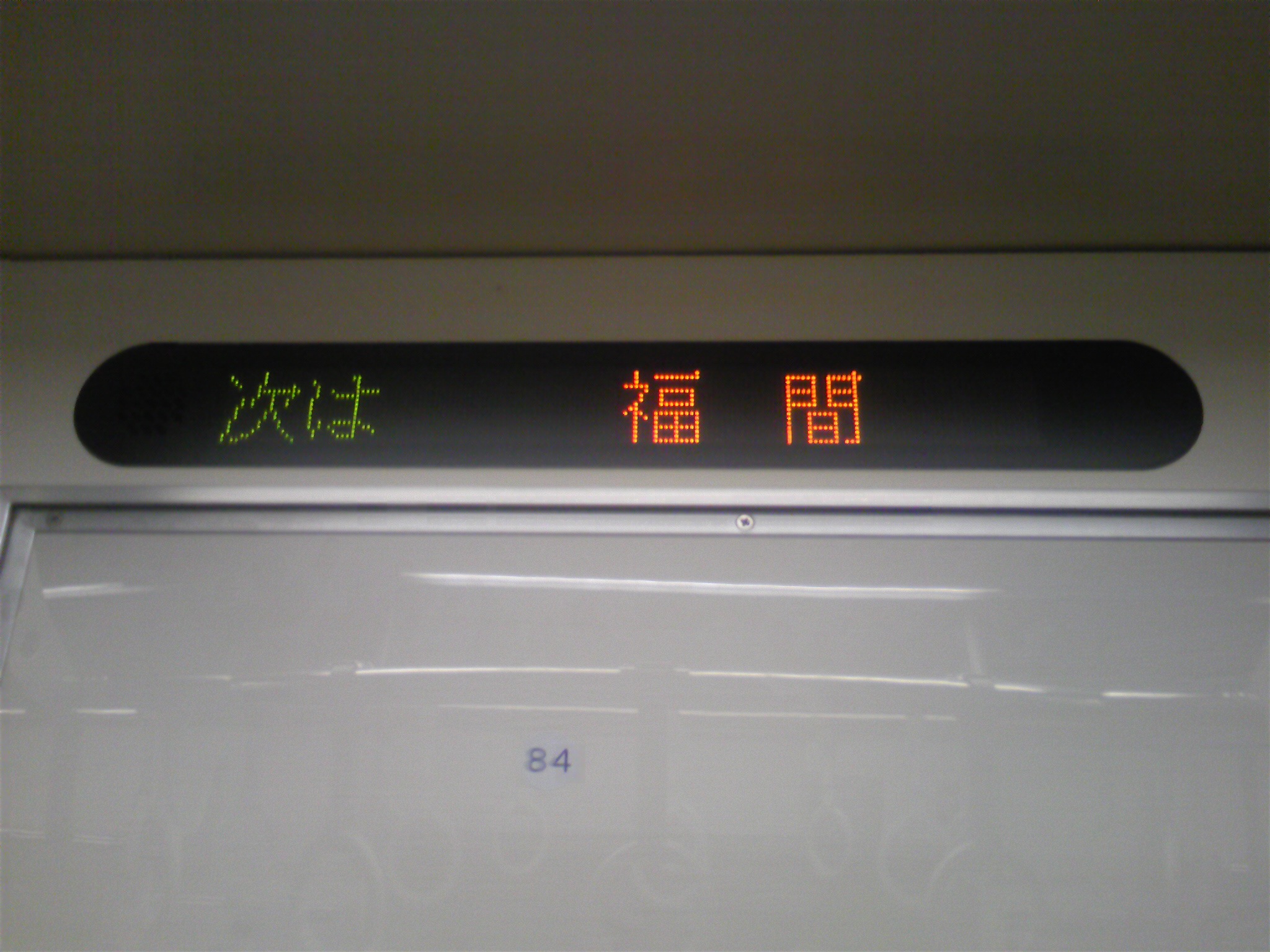
차내 안내 표시기

※ 이 내용의 설명은 사하 813형 500번대를 제외한다.
811계와 같은 수준의 차내 설비를 위해 좌석은 전환 크로스시트가 채용되고 있다. 좌석 모켓은 200번대까지는 빨간색과 검은색 표자루 형태였지만 300번대 이후는 갈색과 흑색의 바둑판 무늬로 개선되었다. 좌석 베개의 부분은 독립하고 있다. 우선석은 베개의 색이 다른 좌석과 다르다(통상 좌석: 검은색(붉은색 계열)·갈색(다계], 우선석: 회색). 게다가 2006년 말보다 시인성을 높이기 위해 '우선석'표시가 된 흰색의 좌석 베개 커버가 장착되어 있으며 일본해 측의 출입문 위에 LED 차내 안내 장치를 갖추고, 노가타 운수센터 소속 차에서는 영어로도 표기한다.
415계 1500번대와 유리창 치수를 공통으로 했기 때문에 811계와 같이 신제시 좌석과 창문 배치가 맞지 않는다.
화장실은 상행 모지코 방면 제어차의 쿠하 813형에 설치되어 있다. 변기는 0·100·200번대가 일본식, 300·1000·1100번대가 휠체어 대응의 양식이다. 811계에는 화장실은 가고시마 방향에 설치되어 있어서 기존 차량과는 다른 위치가 되었다.
대형 쓰레기통을 차량 단부에 설치하고 있는 것도 811계와 공통되지만 중간차에서는 811계의 2곳(양끝 출입문부)에 비해 본 계열에서는 1군데(야쓰시로 방면 차량 단부 출입문부만)이다.
냉방 장치는 811계와 마찬가지로 집중식 1기(AU403K-42,000kcal/h)를 지붕위에 탑재한다. 811계와 형식(AU403K)은 같지만 AU75G형의 키세의 위에 그물 모양 커버가 장착되어 있기 때문에 외관은 다르다.
차내 안내 장치의 예
- 미나미후쿠오카 차량구 소속 차량

(1)『이 열차는 아라오행입니다.』 →(2)『다음은 후쿠마』 →(3)『잠시후 후쿠마』 →(4)『현재 후쿠마』
- 노가타 운수센터 소속 차량

(1)『이 열차는 하카타행입니다.』 → 『This train is bound for Hakata』 →(2)『다음은 사사구리』 ⇔ 『Next stop Sasaguri』 →(3)『잠시후 사사 리』 ⇔ 『Sasaguri』 →(4)『현재 사사구리 』 ⇔ 『Sasaguri』
⇔는 교대로 표시된다. 편성 간에 행선지가 다른 경우 (1)의 표시는 생략하는 경우가 있다.

## 형식
- 쿠모하 813형(0·100·200·300번대)
- 사하 813형(100·200·300·400·500번대)
- 쿠하 813형(0·100·200·300·1000·1100번대)
- 쿠하 812형(1000·1100번대)
- 모하 813형(1000·1100번대)

편성은 0·100·200·300번대가 야츠시로 방면부터 쿠모하 813형(Mc)-사하 813형(T)-쿠하 813형(TAc), 1000·1100번대가 야츠시로 방면부터 쿠하 812형(Tc')- 모하 813형(M)-쿠하 813형(Tc)이다. 일찍이 존재한 2량 편성은 야츠시로 방면부터 쿠모하 813형-쿠하 813형의 조성이었다.
차량 번호는 기본적으로는 편성마다 같은 번호로 갖추어져 있으며 편성 자체에도 'Rxxx'의 편성 번호가 주어진다. 'R'은 813계임을 표시하고, 'xxx'는 차량 번호에 대응하고 있다. 후부터 편입한 중간차에 대해서는 편성 번호와 차량 번호가 일치하지 않고 있다(400번대 차량에 대해서는 아래 1자리는 병결 상대의 0번대[=편성 번호)와 같이 있다). 차량에 표시되는 편성 번호는 'Rxxx'이지만, 정식 편성 번호는 미나미 후쿠오카 차량구 배치 차량이 'RMxxx', 지쿠호사사구리 철도사업부 노가타 운수센터 배치 차량이 'RGxxx'이다.
덧붙여 1994년 1차 도입분 완성 시점에서는 편성 번호가 'Dxxx'이었지만, 1년 정도로 현행의 'Rxxx'로 변경되고 현재 'D'는 485계를 나타내는 기호이다.
|                                        | ← 야츠시로모지코 → |            |            |
| 편성번호                               | 쿠모하 813형       | 사하 813형 | 쿠하 813형 |
| RM 001 - 007 RM 009                    | 0번대              | 400번대    | 0번대      |
| RM 102 - 113                           | 100번대            | 100번대    | 100번대    |
| RM 201 - 227 RM 229 - 230 RM 232 - 236 | 200번대            | 200번대    | 200번대    |
| RM 301 - 303                           | 300번대            | 300번대    | 300번대    |
| 편성번호                               | 쿠하 812형         | 모하 813형 | 쿠하 813형 |
| RM 1001 - 1003                         | 1000번대           | 1000번대   | 1000번대   |
| RM 1101 - 1115                         | 1100번대           | 1100번대   | 1100번대   |
| RM 2105 - 2106                         | 2100번대           | 2100번대   | 2100번대   |

|             | ← 하카다오리오 → |            |            |
| 편성번호    | 쿠모하 813형     | 사하 813형 | 쿠하 813형 |
| RG014 - 019 | 100번대          | 500번대    | 100번대    |
| RG228       | 200번대          | 200번대    | 200번대    |

- RM008·101·231은 사고 폐차
- RM1105·1106은 한때 RM2105·2106로 되어 있었으나 현재는 이전 편성 번호로 돌아갔다(후에 서술)
- 배경 색■청은 초기형 디자인 차량(0 - 200번대)
- 배경 색■녹색은 롱시트 차량
- 배경 색■복숭아는 1인 승무 대응 편성

## 번대 구분
아래 편성 번호는 선두차 전면에 표시되는 번호로 표기한다.

### 0번대(1차 도입분)

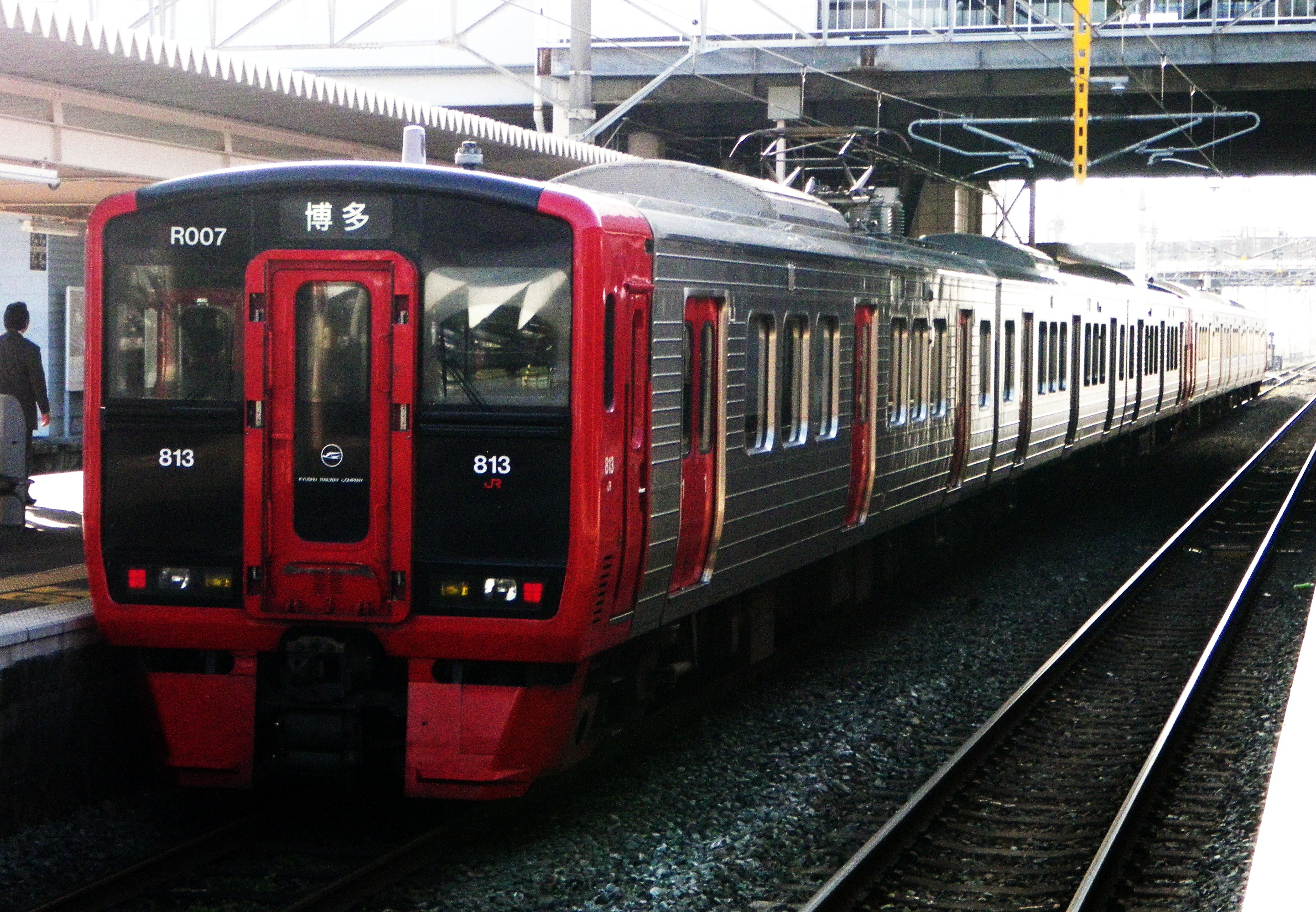
0번대(전 3량 편성)

421계의 교체를 목적으로 1994년에 생산된 1차 도입분으로 R001-009의 2량 9편성(18량)이 가고시마 본선에 투입되었다. R001-R006편성이 긴키 차량 제품, R007-R009편성이 자사의 고쿠라 공장 제품이다. 1994년 3월 1일의 다이아 개정으로 사용이 개시되었다.
좌석은 차량 단부를 제외하고 전부 전환 크로스시트이다. 차체 측면, 운전대 창 아래 슬릿 모양의 장식은 실제로 오목형으로 운전석 지붕위의 빨간색과 검은의 경계에는 홈 모양의 오목이 있다.
R008편성은 2002년 2월에 가고시마 본선 에비쓰역 - 교이쿠다이마에 역 사이 열차 충돌 사고로 인해 대파되어 폐차되었다. 나머지 편성은 모두 2003년에 중간차 사하 813형 400번대를 편입하여 3량 고정 편성이며, 동시에 차량 외부 스피커· 추락 방지용 포장의 설치와 승객용 출입문 창을 400번대와 동등한 사양으로의 개조가 시공되었다.
현재 전 편성이 미나미 후쿠오카 차량구 소속이다.

### 100번대(2 - 4차 도입분)

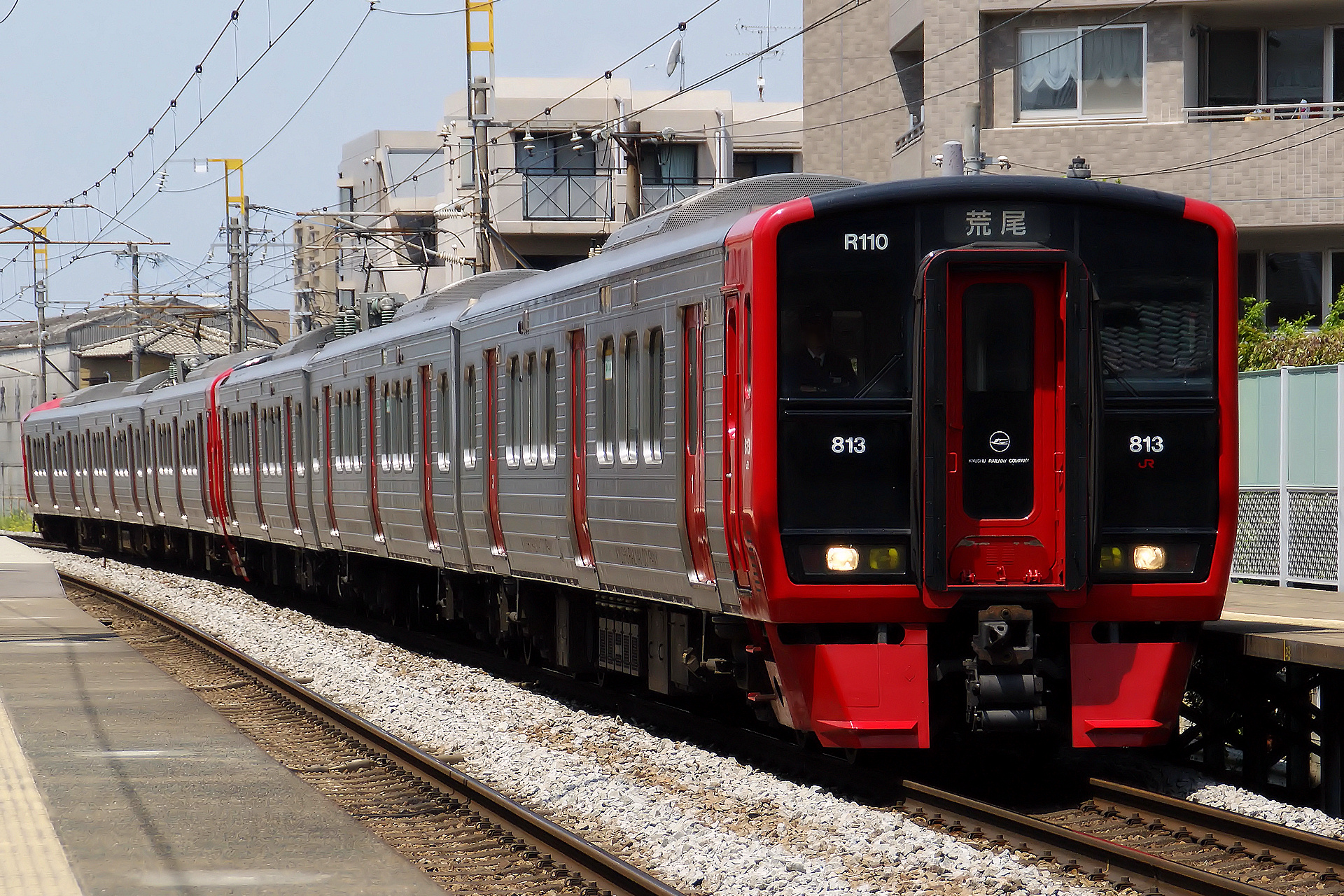
100번대(전 3량 편성)

421계의 나머지 차량과 나가사키 본선·사세보 선 등에서 사용되고 있던 715계 교체를 목적으로 1995년부터 1996년에 걸쳐 생산된 그룹이다. 3량 편성을 조성하기 위해 본 번대에서는 신형식 사하 813형이 등장했다. 생산 당초에는 전 편성이 미나미후쿠오카 전차구(당시)에 배치되었다. 제조 상황은 다음과 같다.
- 2차 도입분(1995년 3월 준공)
  - R101 - R105: 긴키 차량
  - R106, R107: 고쿠라 공장
- 3차 도입분(1996년 1월 - 3월 준공)
  - R108 - R111: 긴키 차량
  - R112, R113: 고쿠라 공장
  - R014 - R016: 긴키 차량
- 4차 도입분(1996년 5월 준공)
  - R017, R018: 긴키 차량
  - R019: 고쿠라 공장

3량 고정 편성 R101 - R113편성이 생산되고 이어 2량 고정 편성의 R014 - R019편성이 생산되었다. R014 - R019편성은 3량 고정 편성과의 구분을 위해 R0xx과 편성번호가 구분되었지만 차량번호는 114-119이다.
본 번대에서는 출입문 근처의 좌석이 고정식 크로스시트가 된 출입문 주변의 공간이 퍼진 결과 입석 정원이 증가했다. 차체 측면, 운전대 창 하부의 슬릿 모양 장식 부분은 스티커 부착만이나 실제로는 오목형이고, 운전대 지붕위의 빨간색과 검은색 경계 홈 모양의 오목도 2차 차량인 R107편성까지이며 3차 차량의 R108편성 이후는 홈이 생략되고 있다.
R014 - R019편성은 2001년 좌석을 롱시트로 한 부수차 사하 813형 500번대를 조성한 3량 편성이며 동시에 차량 외부 스피커 설치나 승객용 출입문창의 500번대와 동등한 사양으로 개조하면서 도장 변경이 이루어져 전체 차량이 후쿠호쿠유타카 선 사양에 되어 같은 해의 전철화에 맞춰 지쿠호사사구리 철도 사업부에 전속했지만 3량 편성화 후에도 편성 번호는 종전과 같다. 후쿠호쿠유타카 선에서는 2007년 3월 18일의 다이아 개정으로 3량 편성 열차에서도 1인 승무 운행을 개시하고 이 6개 편성에도 1인 승무 대응 공사가 실시되었다.
R101편성은 R008편성과 같은 사고에 의해 폐차되었다.

### 200번대(5 - 7차 도입분)
가고시마 본선의 열차 증편 및 423계·715계 교체를 목적으로 1997년부터 1998년까지 3량 36편성(편성 번호 R201-236) 108량이 생산된 것으로 본 계열에서는 최대의 그룹이다. 제조 상황은 다음과 같이 전 편성이 긴키 차량제이다.
- 5차 도입분(1997년 3월 - 7월 완성)
  - R201 - R222
- 6차 도입분(1998년 3월 완성)
  - R223 - R228
- 7차 도입분(1998년 9월 완성)
  - R229 - R236

좌석 배치는 100번대와 같지만 경제성을 중시하여 설계되었다. 외양상의 특징은 출입문 주위의 비드 프레스가 적어지고 있는 것 외에 호차 명판이나 화장실의 채광창, 편성 번호 표시부(조수 자리부)의 조명이 폐지디었다. 차량 외부 스피커는 이 번대에서 표준 탑재가 되고 있지만 제조 시기에 따른 스피커 커버의 형상에 차이가 있다. 또한 차내는 운전석 주위의 구조와 객실 좌석의 지지 방식이 변경되고 형광등 덮개가 생략되어 손잡이의 형상은 그간의 삼각형에서 원형으로 변경되었다. 또한 본 번대만 좌석의 등받이가 그 외에 비해 높다.
R228편성은 도장 변경과 출입분 창 유리 복층화 개조를 받아 후쿠호쿠유타카 선 사양이 되어 치쿠호 사사구리 철도사업부에 전속했다. 1인 승무 대응 공사도 R014-R019편성과 마찬가지로 시공되고 있다.
R231은 R008.101과 같은 사고에 의해 폐차되었다.

### 500번대(8차 도입분)
본 그룹은 2001년 후쿠호쿠유타카 선 전철화에 즈음하여 2량 편성인 R014-R019편성을 3량 편성화하여 충당하기 위해 제조된 중간 차량(부수차)이다. 사하 813형만 6량(501-506)이 제조되어 번호순에 포함되었다. 그 때문에 제조 번호의 말미는 편성 번호와는 맞지 않고 있다.
본 번대에 한하여 좌석은 모두 롱시트이다. 롱시트의 형상은 303계와 마찬가지로 등받이와 방석이 1자리 씩 독립한 것이다. 창 유리는 UV컷 유리로 되어 있으며 롤 커튼은 없지만 후에 등장한 300번대, 400번대와 다른 승객용 출입문창은 투명 유리이다. 또한 처음에 승객용 출입문창이 복층 유리로 된 것은 본 번대대이다.

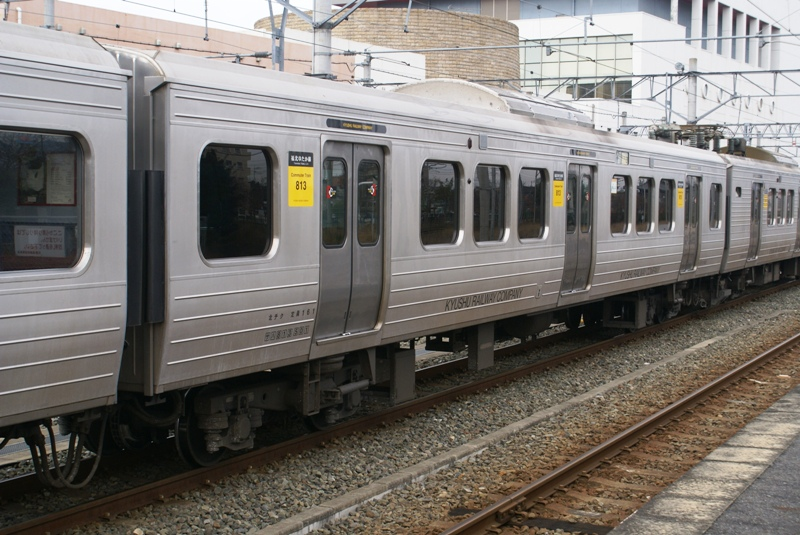
사하 813-501
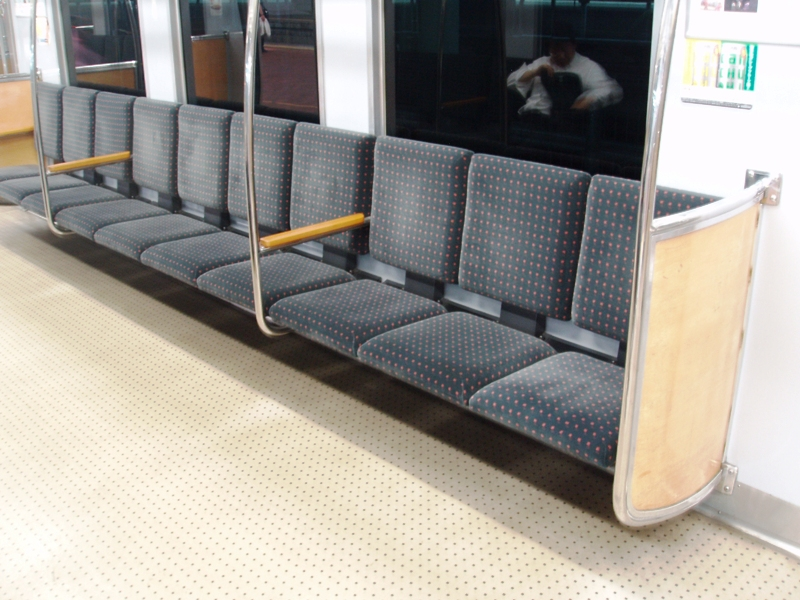
좌석

### 300번대(9차 도입분)

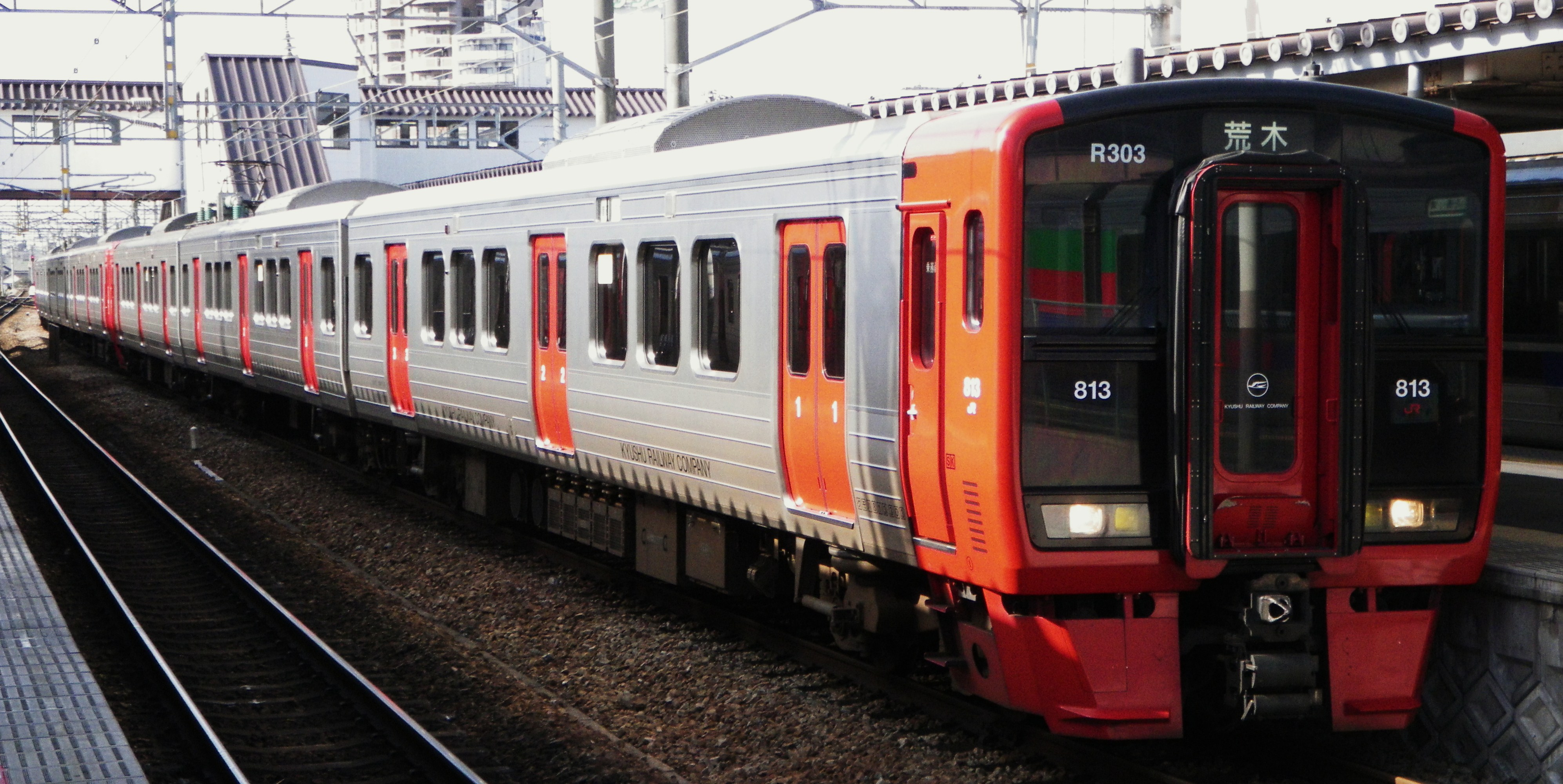
300번대(앞 3량）

9차 도입분이다. 앞에서 설명한 가고시마 본선 에비쓰 역 - 교육대앞 역 간의 충돌 사고로 인해 폐차된 차량의 대체로 제조된 번대로 구분하며 2003년에 3량 편성 3개(편성 번호 R301-R303)이 긴키 차량에서 제조되었다. 전술의 사고에 의한 폐차 차량에서 사용 가능한 부품이 재활용되어 있다.
차체의 기본 구조나 기기는 200번대를 답습하고 있으나 접객 설비는 크게 개선되고 있다. 창문에는 UV컷 유리가 채용되고 밖에서 보면 창문이 검게 보인다. 그에 따른 롤커튼은 생략되고 있다. 817계와 마찬가지로 출입문 부근에 순환형 배열의 손잡이를 마련하고 있다. 좌석 모켓의 색은 종래의 빨간색과 검은 표병으로 키하 47형에서 채용되고 있는 갈색과 검은색의 바둑판 무늬가 되었다. 또 승객용 출입문의 인입 사고 방지를 위해 문 부분의 유리창이 복층화된 차 외부, 차내 모두 출입문과 동일 평면이 되어 있다. 또한 쿠하 813형에 설치되어 있는 화장실은 유니버설 디자인의 일환으로 휠체어로 이용할 수 있도록 대형화되어 화장실 건너 편의 박스식 크로스시트가 설치되지 않았다.
덧붙여 등장시에는 외관에서 식별을 위해 전조등 케이스의 상부에 적선이 넣어져 있었지만 현재는 생략된 편성과 같은 외관이다(오른쪽 사진 참조).

### 400번대(10차 도입분)
10차 도입분. 2003년 2량 편성의 0번대 편성을 3량 편성화하기 위해 생산된 중간차이다. 사하 813형만 8량(401-407, 409)이 긴키 차량에서 제작되었다. 408이 결번이 되고 있는 것은 R008편성이 조성 변경전 사고 폐차되었기 때문이다.
구조는 300번대와 마찬가지로 300번대와 동일하게 창유리는 UV컷 유리가 채용되어 롤 커튼은 없다. 휠체어 승차에 대비해 제2엔드 측 차량 단부의 박스식 크로스시트는 1개소가 철거되었다.
덧붙여 사하 813-406과 사하 813-409는 냉방 장치(AU403K)의 그물 모양 커버가 장착되지 않았기 때문에 다른 400번대와 다른 외관(AU75G형)이 되고 있다.

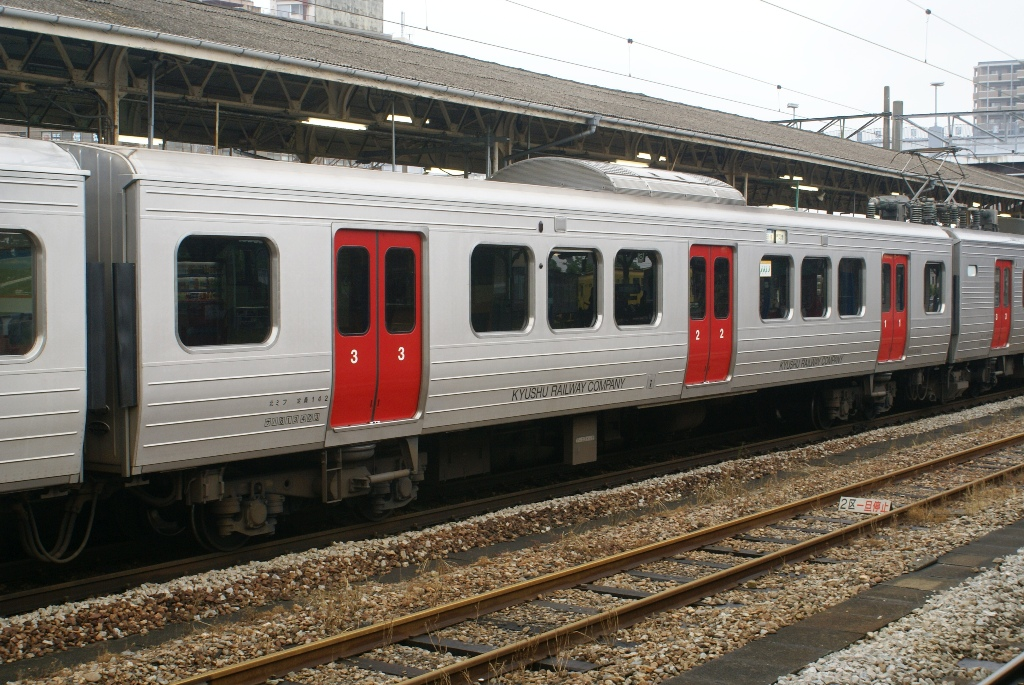
사하 813-401
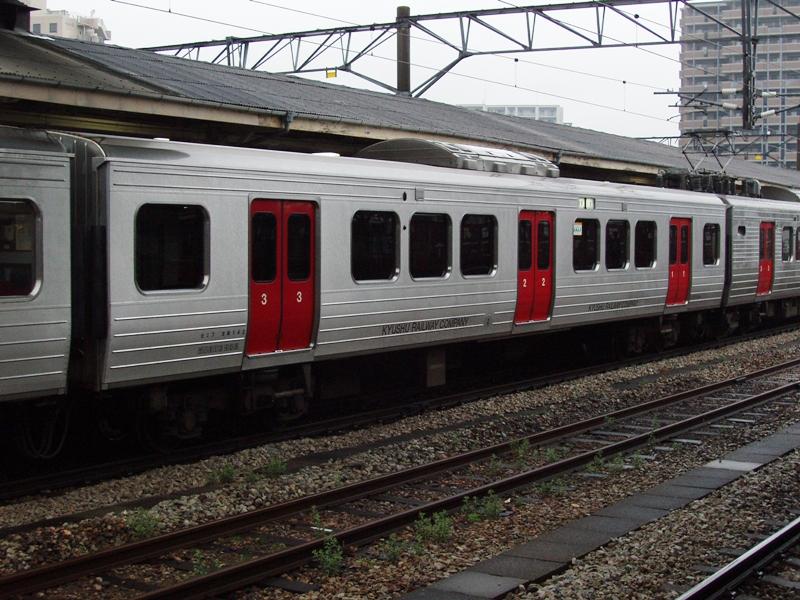
사하 813-409
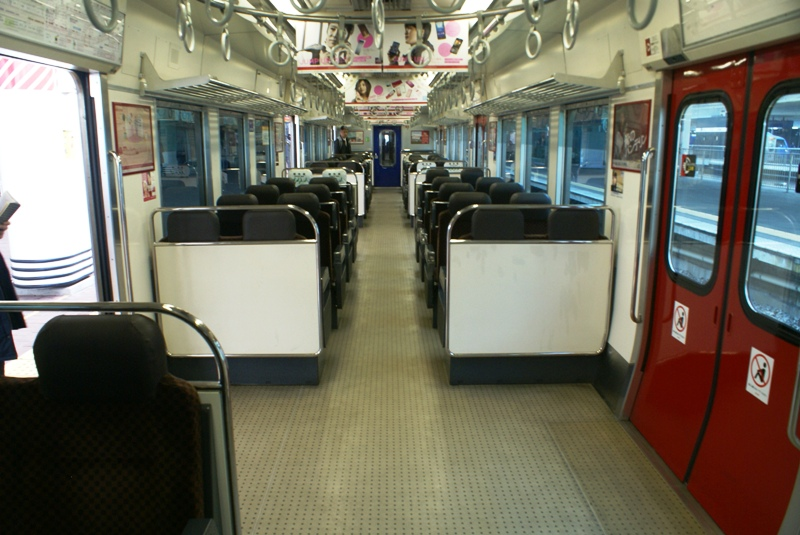
차내

### 1000번대(11차 도입분)

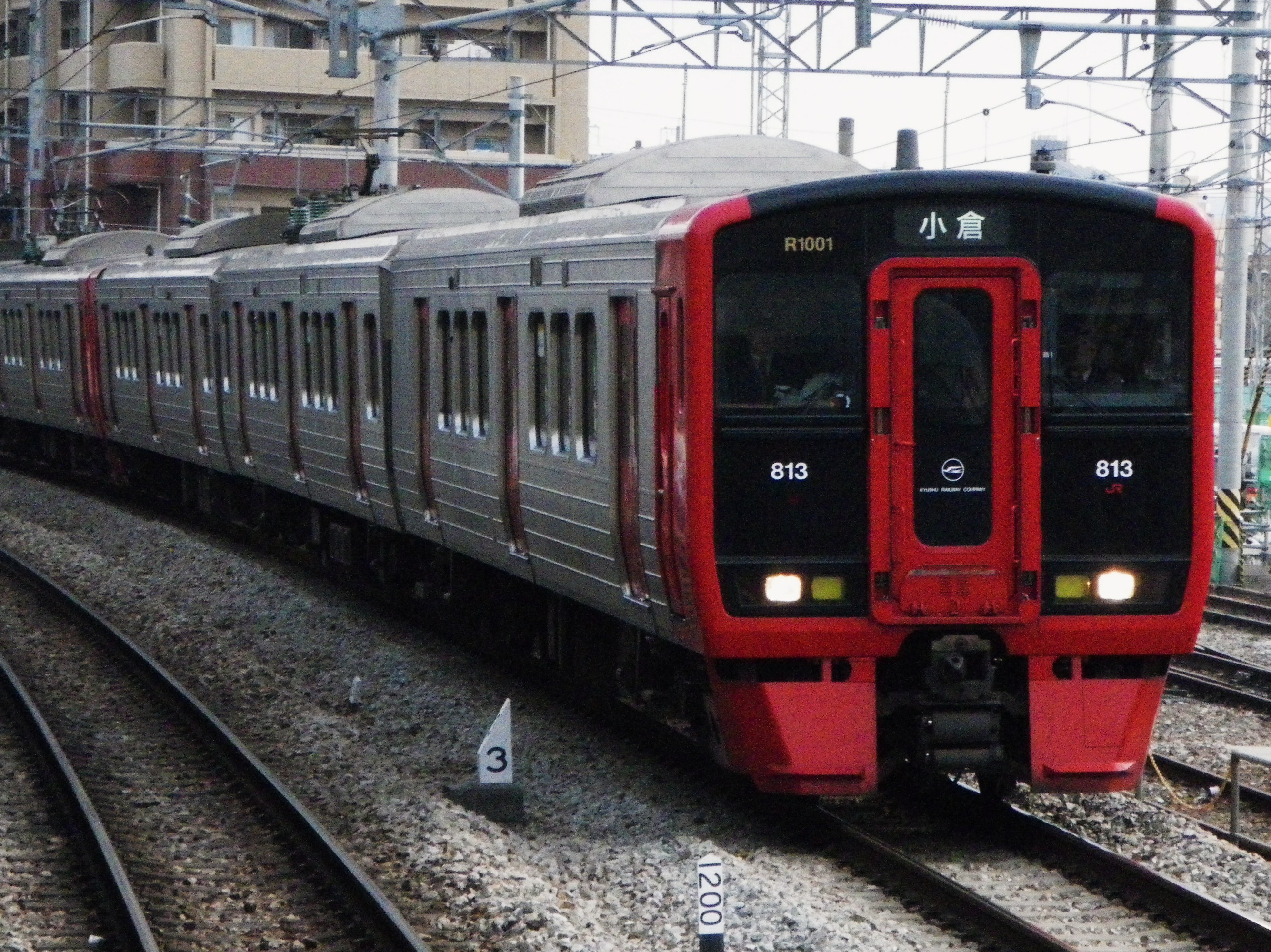
1000번대(앞 3량)

2005년 수송력 증강을 위해 3량 3편성(편성 번호 R1001-R1003) 9량이 긴키 차량에서 제작되었다.
원핸들식 주간제어기, 싱글암식 팬터그래프 탑재 등 817계에 준한 구조다. 집중식 냉방 장치 실외기도 817계와 동일 사양으로 되어 있다. VVVF 인버터의 소자는 도시바제 IGBT로 변경되었다. 전동차(M)와 부수차(T)의 구성(MT비)은 기존차량과 같은 1M2T이 전동차를 편성 중간에 조성하는 형태로 새로운 형식의 쿠하 812형과 모하 813형이 등장하고 있다.
차내는 300번대와 거의 같으며 화장실은 300번대와 같은 휠체어 대응이 되어 있다.
본 번대는 승객용 출입문 손잡이가 차량 내부와 외부 모두 한쪽 밖에 설치되지 않았다. 또한 식별을 위한 조수석부의 편성 번호 표시가 황색으로 되어 있다. 2009년 10월 1일부터 닛포 본선 고쿠라역 - 나카쓰역 간의 1인 승무 운행 개시에 따라 1인 승무 대응으로 개조되었다.

### 1100번대(12·13차 도입분)
기본 사양은 1000번대에 준하고 있지만 행선 표시기에는 키하 220형 200번대나 817계 1100번대와 같은 대형 LED식이 채용되었다. 선두차 전면의 표시기가 대형화된 것부터해서 운전대 장치만 차체 단면의 변경이 이루어지고 지붕이 높아져 행선 표시기 부분이 지붕에서 돌출하고 있다. 측면의 표시기도 대형화되어 전기의 2구분 번대와 마찬가지로 그 아래의 객실 창 세로 치수가 축소되고 있다.
본 번대도 식별을 위한 조수석부의 편성 번호 표시가 황색으로 되어 있다.

#### 12차 도입분
2007년 수송력 증강을 목적으로 제조된 그룹이다. 3량 6편성(편성 번호 R1101-R1106) 18량이 긴키 차량에서 제작되었다.

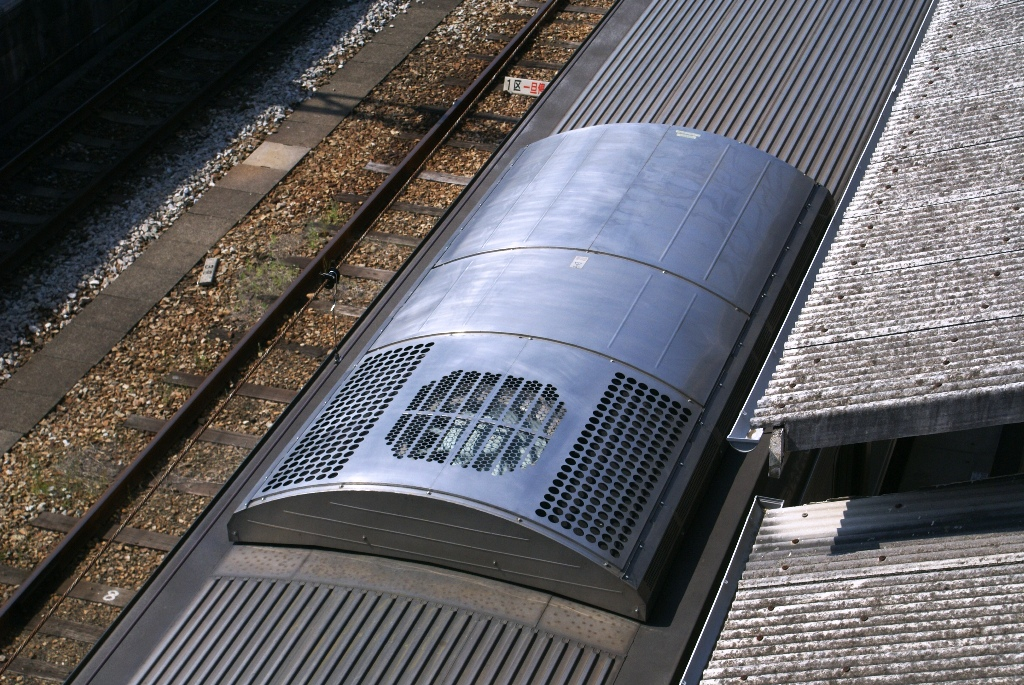
쿠하 812-1104의 에어컨
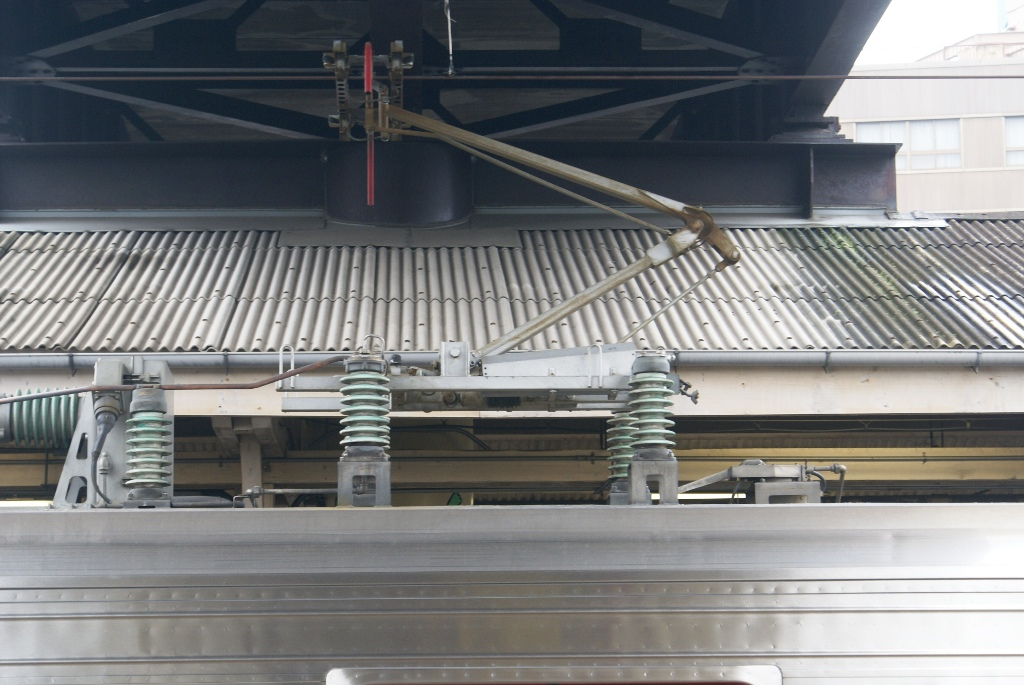
모하813-1104의 팬터그래프. 1000번대와 비교하여 싱글암 팬터그래프를 채용하고 있다.

#### 13차 도입분
2009년 닛포 본선 고쿠라 역 - 나카츠 역 간의 1인 승무 운행 개시에 따라 제조된 그룹이다. 3량 9편성(R1107-R1115) 27량이 긴키 차량에서 제조되었다. 준공 때부터 1인 승무 대응이다.
12차 차량의 변경 사항
- 우선석 부근의 손잡이를 종래의 흰색에서 황색으로 변경
- 출입문 위에 램프가 설치되어 개폐시에 점멸하게 되었다.

### 2100번대

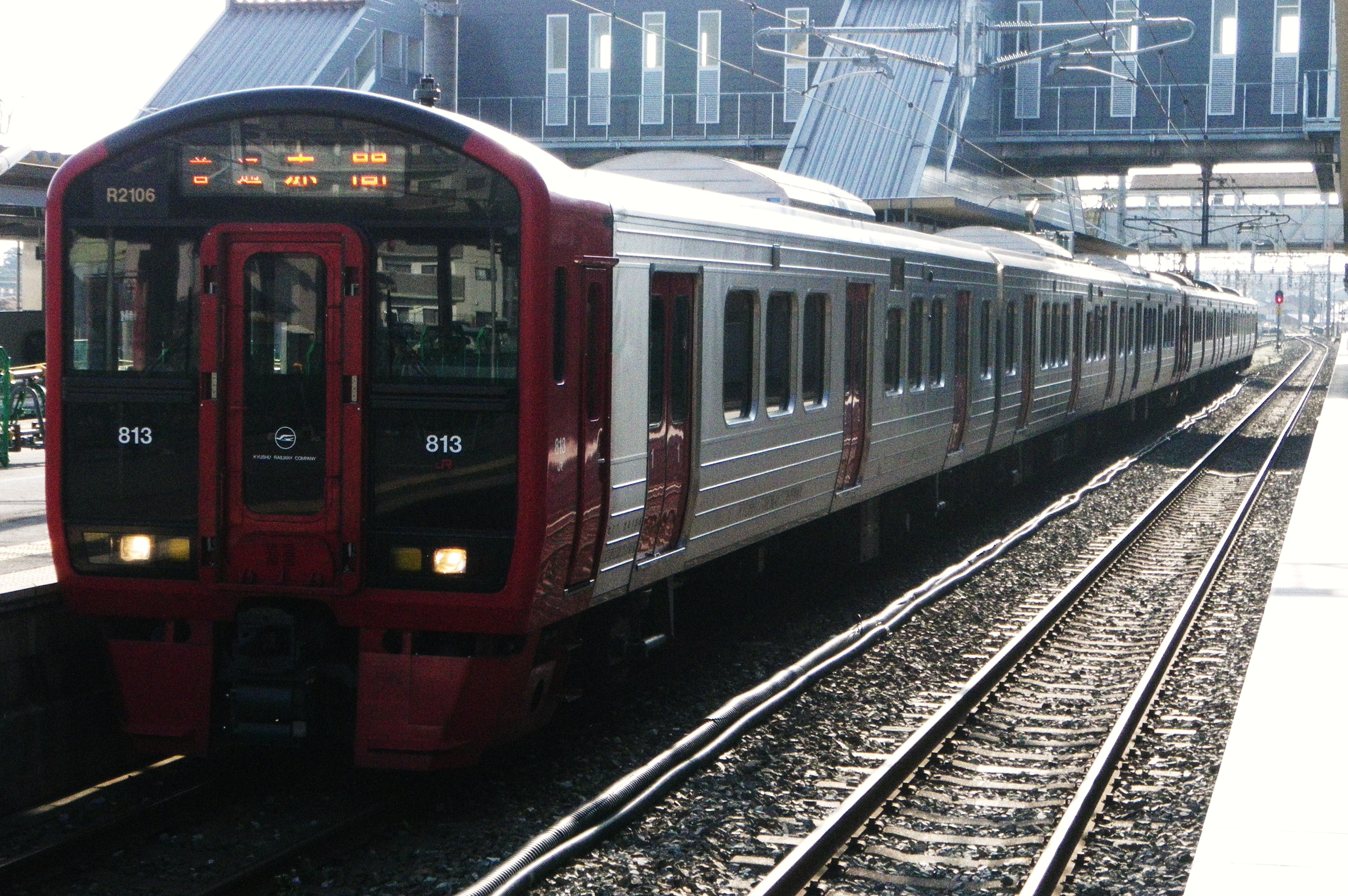
2100번대

2100번대는 1100번대의 1인 승무화 개조에 의한 공사로 발생한 번호이다. 1인 승무화 개조로 시공의 R1105편성과 R1106편성이 식별을 위해 기존 번호+1000이 추가되며 각각 R2105·R2106이 되었다. 2100번대는 1인 승무 장비가 필요 없는 가고시마 본선 계통에서 운용되고 있었지만 현재는 R1105·R1106편성으로 돌아와 번대 소멸하고 있다.

#### 외관의 구분 법
- 도장이 은빛 일색으로 후쿠호쿠유타카 선용 → 중간차가 검은 창이면 사하 813형 500번대를 짜맞춘 100번대, 무색 창은 200번대이다.
- 도장이 은+빨간 색이고 운전대 부분의 지붕이 높은 싱글암식 팬터그래프를 탑재했으며 행선 표시기가 LED식이 1100번대이다.
- 도장이 은+빨간 색으로 싱글암식 팬터그래프를 탑재하고 운전대 부분의 지붕이 높지 않은 것이 1000번대이다.
- 도장이 은+빨간 색이고 하부 교차식 팬터그래프 탑재로 3량 모두 검정 창이 300번대, 중간차만 검은 창이 0번대+400번대이다.
- 도장이 은+빨간 색이고 하부 교차식 팬터그래프 탑재로 3량 모두 하얀색 창틀에서 도어 포켓부에 비드 프레스 있는 것이 100번대, 비드가 없는 것이 200번대이다. 또는 쿠하의 화장실에 창이 있는 것이 100번대, 없는 것이 200번대이다.

## 운용

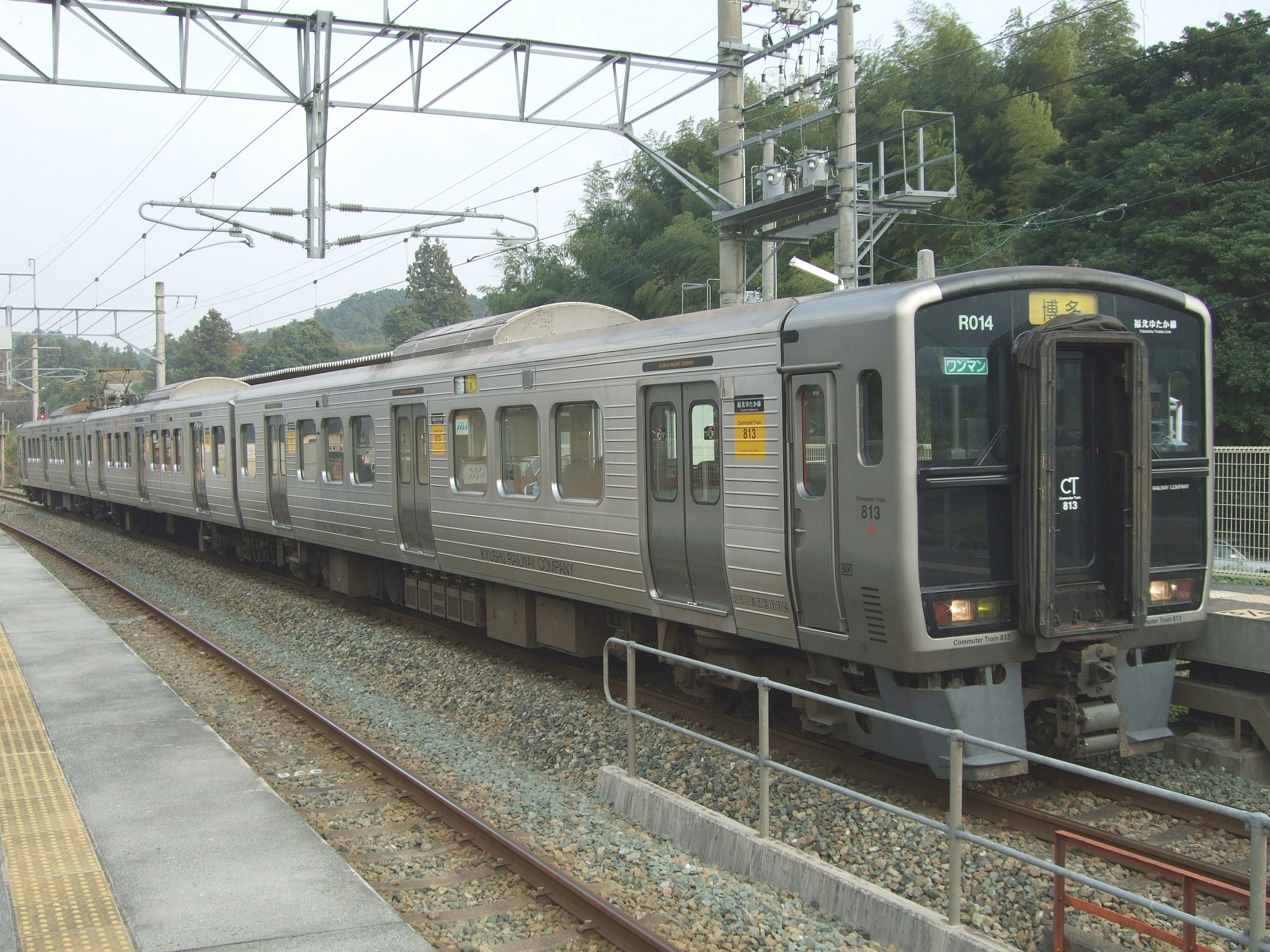
후쿠호쿠유타카 선용

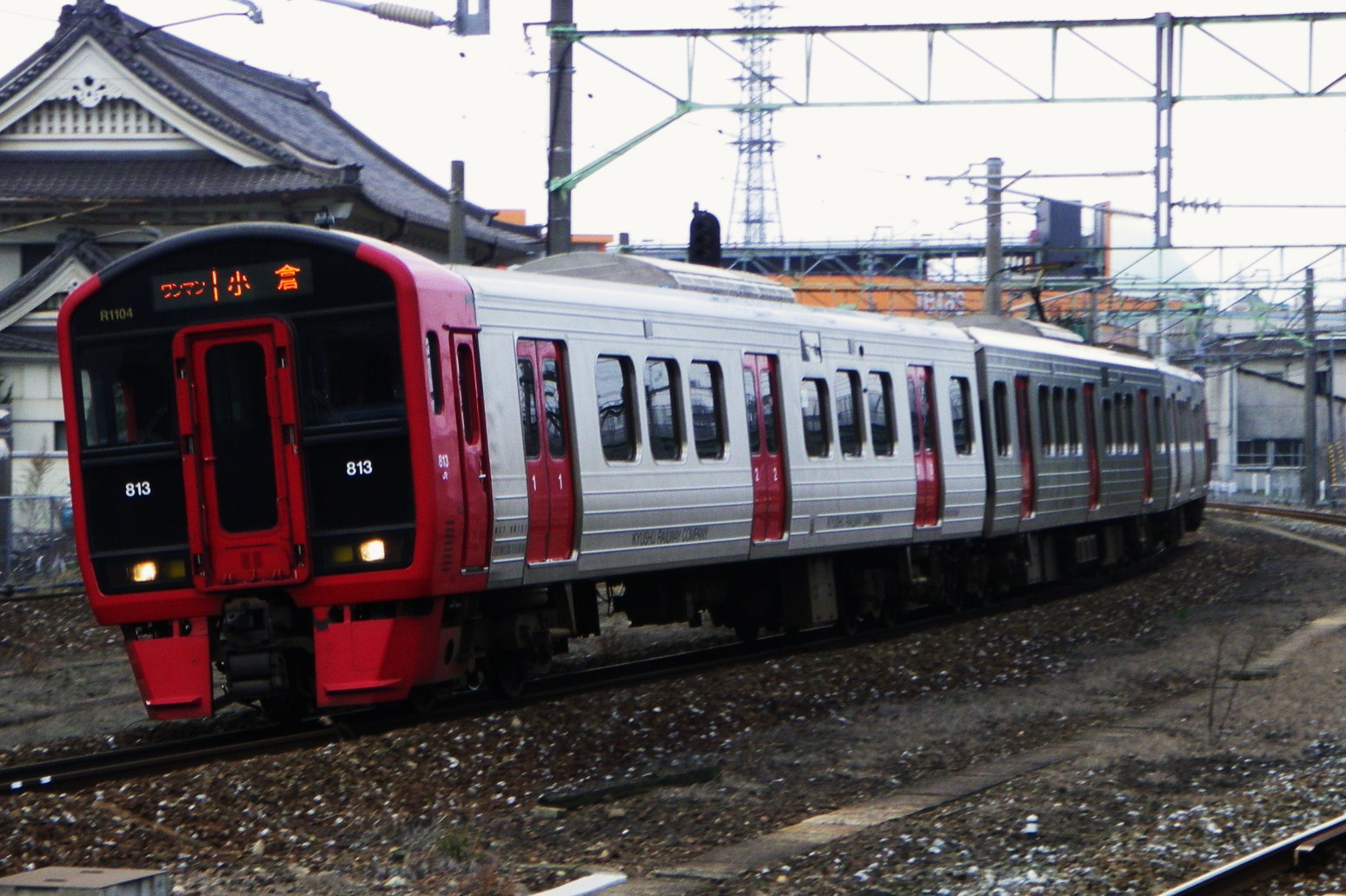
1인 승무 운용시의 모습

1994년에 완성된 0번대 9편성은 미나미후쿠오카 차량구에 배치되었다. 초기에는 421계가 배치되어 있던 오이타 전차구(현·오이타 철도사업부 오이타 차량센터)의 운용을 그대로 계승했기 때문에 항상 2편성을 연결한 4량 단위로 사용되며 오로지 보통 열차로 운용되고 있었다. 그러나 다음 1995년에 100번대가 생산되면서 0번대까지 운용이 크게 변경되어 811계와의 병결 운행을 개시하는 동시에 쾌속 열차로도 사용되게 되었다. 그 해의 다이어 개정으로 나가사키 본선(도스-히젠야마구치 역간 정기 열차로 나가사키 역까지의 운용 실적이 있음)및 닛포 본선의 운행이 개시되었다. 그 후에도 증비가 진행되어(배치는 모두 미나미후쿠오카구)운행 구간이 더 확대되고 있다.
1997년에는 200번대의 대량 증비가 있고 423계 교체만 아니라 기타큐슈·후쿠오카 도시권의 가고시마 본선 보통 열차에 충당된 415계의 운용도 교체하여 그 해 11월 개정에서는 이 도시권의 가고시마 본선은 낮의 대부분 보통·쾌속 열차가 811계·813계의 운용으로 실시되었지만, 동시에 닛포 본선에서는 하루중의 대부분 보통 열차가 415계 운용으로 실시되어 본 계열은 아침·저녁 이후의 운용을 중심으로 실시되었다.
또한 715계의 노후 교체 때문에 후쿠오카 도시권만 아니라 나가사키 본선이나 사세보 선 운용에도 한동안 늘었지만 2001년 다이아 개정으로 817계에 의한 1인 승무를 개시한 이후 해당 노선에서 본 계열의 운용은 극히 일부에 한정되어 있다. 나가사키 본선 계통의 운용 축소를 전후로 본 계열은 대체로 후쿠오카 도시권의 이용객이 많은 구간에 사용되게 됨에 따라 부속 차량를 넣어 2003년까지 모두 3량 편성이 되었다. 이에 따라 가고시마 선 계통의 열차 횟수는 증가 경향을 볼 수 있고 일부는 후쿠호쿠유타카 선 전용으로 나오마사 운수 센터로 전속한 차량도 있다.
그 후 가고시마 본선 모지코 역 - 아라오구간 뿐만 아니라 고쿠라-오리오 간, 도스 역 이남의 보통 열차 일부가 817계 등으로 교체되었지만 813계의 운용 경향·범위에 큰 변화는 없고 해당 구간에선 온종일 811계·813계의 운용이 되고 있다. 2009년 3월 개정에서는 나가사키 본선 운용이 감소하고 하루종일 닛포 본선에서의 운용이 증가하고 있다.
미나미후쿠오카 차량구 소속의 차량은 닛포 본선의 1인 승무 개시에 따라 닛포 본선(고쿠라-나카츠)을 3량으로 운용하는 경우 오로지 1인 승무 대응 차량(1000·1100번대)이 충당되었다. 1인 승무 가능한 편성은 20편성이지만 모두 닛포 본선의 1인 승무에 들어가는 것은 아니며 잉여 편성은 가고시마 본선을 주체로 운용되고 있다.
노가타 운수센터 소속의 차량은 도입 당초 후쿠호쿠유타카 선에서는 정리권 방식으로 운임을 수수하고 있었기 때문에 낮에는 운용이 없었지만, 2006년 3월 개정으로 역에서의 운임 수수로 변경되는 바람에 거의 종일 운용에 들어갈 수 있게 되었다.
현재는 주로 아래의 노선에서 운용되고 있다.
미나미후쿠오카 소속 차량
- 가고시마 본선(모지코 - 아라오)
- 나가사키 본선(도스 - 히젠오우라)
- 사세보 선(히젠야마구치 - 하이키)
- 닛포 본선(고쿠라 - 우사)

지쿠호사사구리 철도사업부 노가타 운수센터 소속 차량
- 가고시마 본선(모지 항 - 오리오
- 후쿠호쿠유타카 선(지쿠호 본선 오리오 - 게이센 - 사사구리 선)

단 운용 사정상 미나미후쿠오카 차량구 소속의 편성이 후쿠호쿠유타카 선에 입선하거나 노가타 운수센터의 편성이 가고시마 본선(오리오~아라오 역 간)·나가사키 본선·닛포 본선 등에 입선하는 경우가 있다.

## 그 외의 내용
- 전 번대에 공통된 사항이지만 선두의 선로 표지(스커트)가 대형화(승무원실 승강 계단 내장)되었으며 2005년 7월에 R003편성을 포함한 기존 사각 단면의 것은 소멸되었다.
- 2010년 7월 3일 현재 사하 813-212·406·409에서 AU75G타입의 키세가 보인다. 덧붙여 이전 이 사양이었던 사하 813-301과 쿠모하 813-107은 원래의 그물 커버 부가로 환원되었다.
- 미나미후쿠오카 소속 100번대에 대해서도 2005년 가을 무렵 차량 외부 스피커의 설치가 진행되었으며 2008년 가을까지 완료했다.
- R001-007, 009, 102-113, R014-019, 201-236은 ATS의 챠임을 정지한 경보 지속 스위치가 운전석 상부로 이전되고 있다. 다만 300, 1000, 1100번대(9차 도입분 이후)에는 준공 시점부터 운전석 상부에 설치되어 있다.